# Szilágyi Béla (színművész, 1857–1888)
Szilágysomlyói Szilágyi Béla, teljes nevén Szilágyi Béla József Pál Károly (Szabadka, 1857. december 25. – Budapest, 1888. június 4.) színész.

## Pályafutása
1858. január 2-án keresztelték a szabadkai Szent Teréz plébánián. 1867-ben gyerekszínészként kezdte pályáját. Miután megkapta színészi engedélyét, 1874 augusztusától Némethy Györgyné társulatában játszott. 1880–1884 között Kolozsváron játszott, ez volt a legsikeresebb időszaka. Ezután két évig a pesti Népszínház művésze volt, 1884. március 4-én mutatkozott be a Nap és hold című operettben mint Calabas. 1887 őszén Aradi Gerő szerződtette Budapestről Szegedre. Sírjánál V. Kovács József búcsúztatta.

## Családja
Idősebb Szilágyi Béla színész és Harmath Ida fia. Felesége Dömsödy Berta (Nagyenyed, 1868. június 9. – ?) drámai színésznő volt, akit Kolozsváron ismert meg, s együtt lettek a Népszínház tagjai. Fia, Szilágyi Béla (Kolozsvár, 1883. október 23. – Kalifornia, 1927. május 24.) hadnagy volt.

## Fontosabb szerepei
- Carnero (Strauss: Cigánybáró)
- Szellemfi (Szigligeti Ede: Liliomfi)
- Scalza (Suppé: Bocaccio)

## Működési adatai
- 1874: Némethyné
- 1874–75: Bokody Antal
- 1875–76: Follinus János
- 1876–78: id. Szilágyi Béla
- 1878–79: Kolozsvár
- 1879–80: Kuthy
- 1880–85: Kolozsvár
- 1885: Népszínház
- 1887: Szeged